# Крал на ринга (1997)
Крал на ринга (1997) (на английски: King of the Ring) е петото годишно pay-per-view събитие от поредицата Крал на ринга, продуцирано от Световната федерация по кеч (WWF). Събитието се провежда на 8 юни 1997 г. в Провидънс, Роуд Айлънд.

## Обща информация
Основното събитие е стандартен мач за Световната титла в тежка категория на WWF. Гробаря побеждава Фарук, за да запази титлата. Ъндъркарда включва турнира Крал на ринга, спечелен от Хънтър Хърст Хелмсли. Други мачове включват Шон Майкълс срещу Ледения Стив Остин, Фондацията Харт (Оуен Харт, Британския Булдог и Джим Найдхарт) срещу Психаря Сид и Легионът на смъртта (Животното и Ястреба) в отборен мач с шест души и Златен прах срещу Кръш.

## Резултати
| №                                         | Резултати | Правила                                                       | Време |
| ----------------------------------------- | --- | ------------------------------------------------------------- | ----- |
| 1                                         | Хънтър Хърст Хелмсли (с Чайна) побеждава Ахмед Джонсън                                                                      | Полуфинал за Крал на ринга                                    | 07:42 |
| 2                                         | Менкайнд поб. Джери Лоулър чрез предаване                                                                                   | Полуфинал за Крал на ринга                                    | 10:24 |
| 3                                         | Златен прах (с Марлена) поб. Кръш (с Кларънс Мейсън и Д'Ло Браун)                                                           | Индивидуален мач                                              | 09:56 |
| 4                                         | Фондацията Харт (Оуен Харт, Британския Булдог и Джим Найдхарт) поб. Легионът на смъртта (Животното и Ястреба) и Психаря Сид | Шесторен отборен мач                                          | 13:37 |
| 5                                         | Хънтър Хърст Хелмсли (с Чайна) поб. Менкайнд                                                                                | Финал за Крал на ринга                                        | 19:26 |
| 6                                         | Шон Майкълс срещу Ледения Стив Остин приключва с двойна дисквалификация                                                     | Индивидуален мач                                              | 22:29 |
| 7                                         | Гробаря (ш) (с Пол Беърър) поб. Фарук (с Кръш, Савио Вега, Кларънс Мейсън и Д'Ло Браун)                                     | Индивидуален мач за Световната титла в тежка категория на WWF | 13:43 |
| - (ш) – указва шампиона/шампионите в мача | |                                                               |       |